# Ratgeberjournalismus
Ratgeberjournalismus ist ein journalistisches Format mit dem Anspruch, dem Medienrezipienten bei der Lösung konkreter Probleme zu helfen. Ratgeberjournalismus ist eng mit dem Nutzwertjournalismus verwandt, bei Konsumentenfragen besteht auch eine Nähe zum Verbraucherjournalismus.
Beratung über Massenmedien ist relativ unverbindlich, anonym, preisgünstig und schnell verfügbar. Dadurch kann die Hemmschwelle für Ratsuchende niedriger sein als bei anderen beratenden Institutionen. Der Ratgeberjournalismus kann dazu beitragen, das Problembewusstsein der Betroffenen zu schärfen, so dass sie früher und schneller professionelle Hilfe in Anspruch nehmen.

## Abgrenzungen
Der informative Journalismus berichtet über Probleme, will aber – im Gegensatz zum Ratgeberjournalismus – keine Lösungen anbieten.
Politikjournalismus beschreibt Probleme und mögliche Lösungen auf staatlicher und gesamtgesellschaftlicher Ebene, der Ratgeberjournalismus beschäftigt sich hingegen mit individuellen Problemen, die der Einzelne lösen kann. Im Gegensatz zum Nutzwertjournalismus reißt der Ratgeberjournalismus nur ein Themengebiet an. Der Nutzwertjournalismus versucht dagegen dem Medienrezipienten so viel Wissen an die Hand zu geben, dass dieser anschließend eigenständig konkrete Entscheidungen treffen kann. Wenn man dagegen Nutzwertjournalismus als Oberbegriff für Ratgeber-, Service- und Verbraucherjournalismus versteht, steht beim Ratgeberjournalismus dessen Beratungsfunktion im Vordergrund. Die Beratungsleistung journalistischer Angebote resultiert aus einer Kombination verschiedener anderer Funktionen wie der (Problem-)Diagnosefunktion und der Problemlösungsfunktion.

## Verbreitung
Online-Medien und Printmedien präsentieren vermehrt Inhalte, die implizit oder explizit beraten. Im Printbereich verfügen vor allem Illustrierte, Frauen- und Familienzeitschriften, Special-Interest-Zeitschriften oder Ratgeberbücher über entsprechende Sparten und Fachredakteure. Die Themengebiete können sehr allgemein gehalten sein (z. B. Wellness, Gesundheit oder Erziehung) und große Bevölkerungskreise ansprechen. Andere Formen sind sehr stark abgegrenzt und spezialisiert.
Beispiele für Ratgeberjournalismus im Fernsehen sind die Reihe ARD-Ratgeber, WISO im ZDF und lokale Ratgeber in den dritten Programmen wie Markt (NDR), MEX (HR) oder Servicezeit (WDR). Insbesondere Privatsender zeigen Sendungen zu Themen wie Reise, Autos, Mode und schaffen damit interessante Umfelder für die werbetreibende Wirtschaft. Die „klassischen“ Medien stellen ihre Ratgeberleistungen auch über Neue Medien wie Internet oder SMS-Abruf zur Verfügung.

## Historische Entwicklung
Im Zeitalter der Aufklärung wandelten sich Gesellschaft, Machtstrukturen und Einfluss der Religion, bestehende Deutungsmuster wurden brüchig. Schon damals halfen Massenmedien wie Moralische Wochenschrift, neue Muster zu finden. Die Wochenschrift enthielt in einer Mischung aus Unterhaltung und Unterrichtung ganze Sammlungen praktischer Ratschläge, vom richtigen Gebrauch von Wirtschaftsgüter bis hin zum zwischenmenschlichen Umgang von Mann und Frau.
Der gesellschaftliche Wandel verlangte regelmäßig nach neuer Orientierung, die zur Entwicklung neuer Formen des Ratgebens führte: Der Briefkastenonkel kam auf.
Die Sexuelle Revolution führte zum Dr. Sommer-Team der Zeitschrift Bravo.
Nach der Wende in der DDR und der Wiedervereinigung änderte sich in den neuen Bundesländern abrupt Gesellschafts- und Wirtschaftssystem. Zahlreiche Zeitschriften spezialisierten sich auf jene Situation, teils mit Sonderbeilagen für die neuen Bundesländer.

## Themenauswahl
Ratgeberjournalismus erweitert das journalistische Themengebiet um Bereiche, die früher als privat betrachtet und Tabu angesehen wurden, z. B. Gesundheit, Religion, Ehe, Familie und Intimsphäre. Die klassischen journalistischen Themen des Nachrichtenjournalismus beschränken sich hingegen auf Politik, Wirtschaft, Kultur und Sport.
Ratgeberjournalismus wählt Probleme zunächst danach aus, ob sie für die Masse von Interesse sind. Zusätzlich müssen sich die Probleme individuell bestimmen und lösen lassen, sodass die Betroffenen die Probleme weitgehend eigenständig erkennen und bewältigen können.

## Journalist-Rezipient-Verhältnis
Walter Hömberg und Christoph Neuberger unterteilen die Ratgeberfunktion in die Phasen Problemdefinition und Problemlösung. Daraus ergeben sich vier Konzepte—abhängig von der  Rolle, die Journalisten oder Experten einerseits und Rezipienten oder Betroffenen auf der anderen Seite übernehmen:
1. Problemdefinition und Problemlösung von Journalisten / Experten: Der Journalist wählt ein Problem aus, beschreibt es und gibt Lösungshinweise, ohne dass ein Dialog mit Ratsuchenden stattfindet. Diesem Konzept entsprechen in den Medien auftretende „Experten“ wie Wissenschaftler, Psychologen, Ärzte, Heilpraktiker, Geistliche oder Köche, die über Berufserfahrungen, Forschungsergebnisse, Kochrezepte usw. berichten.
2. Problemdefinition von Betroffenen, Problemlösung von Journalisten / Experten: Der Rezipient bittet um Rat, der Experte hilft. Diesem Konzept entsprechen klassischerweise Zeitschriften-Kummerkästen wie derjenige von Dr. Sommer oder Fragen Sie Frau Antje, aber auch Ratgebersendungen im Hörfunk und Fernsehen wie Domian (WDR), Ein Fall für Escher (MDR, heute Escher) oder Der Hundeprofi (VOX). Auch esoterische Sendungen privater Fernsehsender, die Kartenlegen oder Astrologie als Problemlösung präsentieren, lassen sich diesem Konzept zuordnen.
3. Problemdefinition vom Journalisten / Experten, Problemlösung von Betroffenen. Die Redaktion gibt ein Problem vor, Betroffene berichten über ihren Umgang mit dem Problem und über dessen Bewältigung. Um geeignete Betroffene zu finden, werden Rechercheanzeigen geschaltet—beispielsweise auf Videotextseiten privater Fernsehsender, die dort Personen mit vorgegebenen Problemen für die Teilnahme an Talkshows gewinnen wollen.
4. Problemdefinition und Problemlösung von Betroffenen. Der Journalist bringt Ratsuchende und Ratgebende zueinander. Ein Beispiel aus den 90er Jahren ist die Serie Geheilte helfen Kranken in der Zeitschrift Neue Post. Heute werden überwiegend Internetforen genutzt, in denen sich Betroffene gegenseitig helfen.

Die ersten zwei Konzepte sind durch eine Autoritätsbeziehung zwischen Anbieter und Rezipient gekennzeichnet. In den beiden zuletzt genannten Konzepten hingegen beschränkt sich der Journalist auf die Rolle eines Vermittlers zwischen den Rezipienten.

## Kritik
Der Umfang der Beratung ist räumlich und zeitlich stark beschränkt. Häufig treffen sich Experte und Betroffene nicht persönlich, sodass nur ungenaue Ferndiagnosen möglich sind. Meist findet keine regelmäßige Beratung über einen längeren Zeitraum hinweg und keine systematische Erfolgskontrolle statt. Daher kann der Ratgeberjournalismus keine endgültigen Lösungen anbieten, sondern Lösungsmöglichkeiten vorschlagen, die den komplexen Einzelfällen nur selten gerecht werden. Ratsuchende müssen letztendlich selbst entscheiden, welches Angebot sie annehmen und welchem Problemlösungsmuster sie folgen.
Allerdings reicht es vielen Menschen aus, wenn sie eine solche kurze Information zu ihrem Anliegen erhalten. Unter Umständen war ihnen bis zu dem Moment, in dem sie die Überschrift lasen, gar nicht bewusst, dass das Thema sie interessieren könnte. All diejenigen Medienrezipienten, die beispielsweise aus beruflichen Gründen stets auf dem neuesten Stand sein möchten oder ein Hobby intensiv betreiben, suchen dagegen Publikationen, die sehr viel mehr Nutzwert für diese Zielgruppe bieten.
Vor allem im Fernsehen dienen viele reine Ratgebersendungen nicht der Hilfestellung für die Betroffenen, sondern der Unterhaltung und dem Voyeurismus des Publikums. Dabei werden Betroffene zuweilen entwürdigend „vorgeführt“, wenn sie ihre intimsten Problemen offenbaren. Diese Vorwürfe wurden insbesondere gegen Daily Talks und die Call-In-Sendung Domian erhoben.
Häufig fehlt es Journalisten, selbst ernannten Experten und anderen Ratgebern an Fachwissen, um Betroffene sachgerecht beraten zu können. Zudem besteht die Gefahr, dass die vermittelten Inhalte von den Rezipienten falsch verstanden werden und zu fehlerhaften Lösungsmustern führen.
Falls bestimmte Produkte oder Dienstleistungen als Lösungsweg dargestellt werden, besteht der Verdacht der Schleichwerbung.